# Papir 8
El papir 8 (en la numeració Gregory-Aland), signat per 𝔓8 o α 8 (von Soden), és una còpia antiga del Nou Testament en grec. És un manuscrit en papir dels Fets dels Apòstols, conté Fets 4:31-37; 5:2-9; 6:1-6.8-15. El manuscrit paleogràficament ha estat assignat al segle IV.
El text del papir està escrit en dues columnes per pàgina, 25 línies per pàgina.

## Text
El text grec d'aquest còdex és representatiu del tipus de text alexandrià. Aland el va situar a la categoria II.
El text del còdex va ser publicat per Saloni el 1927.

## Ubicació
Actualment es troba al Staatliche Museen zu Berlin (núm. d'inv. 8683) de Berlín.